# Дневники Мумбая
«Дневники Мумба́я» или «Бомбейские хроники» (англ. Dhobi Ghat или Mumbai Diaries) — художественный фильм режиссёра Киран Рао, производства компании Aamir Khan Production. Мировая премьера фильма состоялась в сентябре 2010 года на Кинофестивале в Торонто, в прокат фильм вышел 21 января 2011 года.

## Сюжет
Действие фильма происходит в Мумбаи — самом крупном мегаполисе Индии. Повествование идёт о четырёх людях, жизни которых разным образом переплетаются на фоне жизни самого Мумбая. Мунна работает прачкой в Дхоби-гхат. Он влюбляется в американку индийского происхождения Шаи, недавно приехавшую в Индию. Саму же Шаи тянет к талантливому художнику Аруну. Однако тот сменил место жительства, и она не знает его нового адреса. На новой квартире Арун находит три видеокассеты, оставшиеся после прежних жильцов. Ясмин, девушка на этих записях чем-то задевает душевные струны Аруна, и он снова и снова пересматривает их…

## В ролях
- Пратик Баббар — Мунна, стиральщик белья (дхоби)
- Моника Догра — девушка-фотограф Шан
- Крити Мальхотра — Ясмин, девушка на видеокассете
- Аамир Хан — художник Арун

## Критика
Кинокритик Лу Луменик из New York Post назвал фильм «удовлетворительной, хорошо продуманной драмой».
Кевин Томас из Los Angeles Times написал, что он «роскошный гобелен, в котором переплетаются пересекающиеся жизни трех человек», добавив, что режиссёр показала себя «мастером кинематографической ловкости рук, привнеся непредсказуемую глубину и смысл в очаровательную запутанность», которой является фильм.
Рейчел Салтз из The New York Times отметила «полное нюансов» исполнение роли Пратиком Бабаром, чей персонаж по её мнению самый реалистичный в фильме.
Уолтер Аддиего из San Francisco Chronicle добавил, что хотя «Рао избегает высокой драмы, и в фильме присутствует юмор, его тон остается меланхоличным».
По мнению Кирка  Ханикатта из Hollywood Reporter фильм является «завораживающим, многослойным портретом одного из величайших городов мира».